# Aporosa parvula
Aporosa parvula är en emblikaväxtart som beskrevs av Anne M. Schot. Aporosa parvula ingår i släktet Aporosa och familjen emblikaväxter. Inga underarter finns listade i Catalogue of Life.